# Phillips Smalley
Phillips Smalley, nome alternativo Phillip Smalley, (Brooklyn, 7 agosto 1865 – Hollywood, 2 maggio 1939), è stato un regista, attore e produttore cinematografico statunitense.
Molto prolifico, girò come regista, nella sua carriera, 399 film; come attore, interpretò 237 pellicole. Fu anche produttore e sceneggiatore, producendo, dal 1915 al 1918, otto film. Ne sceneggiò altri otto.

## Biografia
Nato a Brooklyn, Smalley iniziò la sua carriera nel vaudeville. Il suo primo film, The Gray of the Dawn, lo girò come attore nel 1910, diretto da Eugene Sanger. L'anno seguente firmò la sua prima regia, A Heroine of '76, collaborando con Edwin S. Porter e Lois Weber.
La Weber, che Smalley aveva sposato nel 1906, era un'attrice, sceneggiatrice e produttrice: i due si erano conosciuti nel 1905, quando Lois aveva cominciato a recitare per la Gaumont americana, dove Smalley lavorava come manager. Il loro matrimonio durò fino al 1922. Insieme, girarono numerosi film, sia come attori che come registi. Negli anni dieci, Smalley diresse numerose volte Pearl White, l'attrice famosa per i suoi serial che ne fecero una delle più popolari eroine del cinema avventuroso.
Phillips Smalley morì nel 1939 e fu sepolto accanto alla seconda moglie, Phyllis Lorraine Ephlin al Forest Lawn Memorial Park di Hollywood Hills.

## Filmografia

### Regista

#### 1911
- A Heroine of '76, co-regia di Edwin S. Porter, Lois Weber – cortometraggio (1911)
- The Heiress, co-regia di Lois Weber – cortometraggio (1911)
- The Realization, co-regia Lois Weber – cortometraggio (1911)
- Fate, co-regia Lois Weber – cortometraggio (1911)
- A Breach of Faith, co-regia Lois Weber – cortometraggio (1911)
- The Martyr, co-regia Lois Weber – cortometraggio (1911)

#### 1912
- A Parting of the Ways – cortometraggio (1912)
- Angels Unaware, co-regia Lois Weber – cortometraggio (1912)
- Fine Feathers, co-regia Lois Weber – cortometraggio (1912)
- The Bargain, co-regia Lois Weber – cortometraggio (1912)
- The Final Pardon, co-regia Lois Weber – cortometraggio (1912)
- Eyes That See Not, co-regia Lois Weber – cortometraggio (1912)
- Modern Slaves – cortometraggio (1912)
- Fate's Warning
- The Greater Christian, co-regia Lois Weber – cortometraggio (1912)
- McGuirk, the Sleuth – cortometraggio (1912)
- Her Dressmaker's Bills – cortometraggio (1912)
- The Only Woman in Town – cortometraggio (1912)
- Bella's Beaus – cortometraggio (1912)
- The Blonde Lady – cortometraggio (1912)
- A Pair of Fools – cortometraggio (1912)
- The Chorus Girl – cortometraggio (1912)
- Her Old Love – cortometraggio (1912)
- The Valet and the Maid – cortometraggio (1912)
- A Tangled Marriage – cortometraggio (1912)
- The Mind Cure – cortometraggio (1912)
- Oh! That Lemonade – cortometraggio (1912)
- Mixed Bottles – cortometraggio (1912)
- His Wife's Stratagem – cortometraggio (1912)
- Her Visitor – cortometraggio (1912)

#### 1913
- Jones Resurrected (1913)
- Her Kid Sister (1913)
- Heroic Harold (1913)
- A Night at the Club (1913)
- The Fake Gas-Man (1913)
- A Dip Into Society (1913)
- The False Alarm (1913)
- Pearl's Admirers
- With Her Rival's Help
- Box and Cox
- Her Lady Friend
- Accident Insurance
- Strictly Business (1913)
- An Awful Scare
- That Other Girl
- Schultz's Lottery Ticket
- An Innocent Bridegroom
- A Night in Town
- Ma and the Boys
- Knights and Ladies
- Who Is the Goat?
- Calicowani
- The Picture of Dorian Gray (1913)
- Lovers Three
- His Twin Brother
- The Drummer's Note Book (1913)
- It's a Bear (1913)
- Pearl as a Clairvoyant
- Bobby's Baby, co-regia di Lois Weber – cortometraggio (1913)
- Almost a Winner
- Until Death, co-regia Lois Weber – cortometraggio (1913)
- The Veiled Lady
- Our Parents-In-Law
- Two Lunatics
- His Romantic Wife
- Forgetful Flossie
- A Joke on the Sheriff
- When Love Is Young (1913)
- The Rosary
- Pearl as a Detective
- Oh! Whiskers!
- His Awful Daughter
- The Cap of Destiny, co-regia di Lois Weber – cortometraggio (1913)
- Our Willie
- Homlock Shermes
- Toodleums
- A Supper for Three
- Where Charity Begins
- Hooked (1913)
- Clancy, the Model
- Mary's Romance
- The New Typist
- Black and White (1913)
- False Love and True (1913)
- The Pretender, co-regia di Lois Weber – cortometraggio (1913)
- Her Joke on Belmont
- An Expensive Drink
- A Call from Home
- Will Power (1913)
- The Smuggled Laces
- Out of the Past
- Who Is in the Box?
- Mrs. Sharp and Miss Flat
- An Hour of Terror (1913)
- The Girl Reporter (1913)
- Suspense
- Muchly Engaged
- True Chivalry
- Through Strife
- Squaring Things with Wifey
- Pearl's Dilemma
- In Death's Shadow
- The Hall-Room Girls
- The Broken Spell
- College Chums (1913)
- Belmont Stung
- The Paper Doll
- What Papa Got
- Her Little Darling
- A Child's Influence
- Starving for Love
- Oh! You Scotch Lassie
- How Women Love (1913)
- Pearl and the Tramp
- One Wife Too Much
- The Greater Influence
- Hypnotized (1913)
- Caught in the Act (1913)
- That Crying Baby
- His Aunt Emma
- The Red Heart
- The Call (1913)
- Much Ado About Nothing (1913)
- Baldy Belmont and the Old Maid
- Lost in the Night (1913)
- Some Luck
- Pleasing Her Husband
- The Hand of Providence
- A News Item
- A Bachelor's Finish (1913)
- Misplaced Love
- Pearl and the Poet
- Oh! What a Swim
- Genesis 4:9
- His Last Gamble
- Baldy Belmont as a Roman Gladiator
- The Norwood Case
- The Dress Reform
- Baldy Belmont Wanted a Wife
- Shadows of Life, co-regia di Lois Weber – cortometraggio (1913)
- La donna e la legge (The Woman and the Law)
- Pearl's Mistake
- Getting the Grip
- Memories, co-regia di Lois Weber (1913)
- Hearts Entangled
- Willie's Great Scheme
- The Turkish Rug
- The Thumb Print, co-regia di Lois Weber (1913)
- Robert's Lesson
- The Rich Uncle
- The Game That Failed (1913)
- A Hidden Love
- It's a Shame to Take the Money
- Girls Will Be Boys(1913)
- When Duty Calls
- The Haunted Bride
- Oh! You Pearl
- Baldy Belmont Wins the Prize
- The Blood Brotherhood, co-regia di Lois Weber – cortometraggio (1913)
- Out of the Grave
- Percy's New Mamma
- Her Secretaries
- The Cabaret Singer (1913)
- Hubby's New Coat
- Baldy Belmont Lands a Society Job
- The Convict's Daughter (1913)
- The Installment Plan Marriage
- That Awful Maid
- James Lee's Wife
- A Woman's Revenge (1913)
- Pearl's Hero
- Baldy Is a Wise Old Bird
- The Mask, co-regia di Lois Weber (1913)
- First Love (1913)
- The Trained Nurse
- The Soubrette
- The Jew's Christmas
- The Heart of an Artist
- The Baby Question
- My Brudder Sylvester
- The Lure of the Stage
- The Kitchen Mechanic
- Hubby's Night Out

#### 1914
- The Traitor, co-regia di Lois Weber (1914)
- The Female of the Species, co-regia di Lois Weber – cortometraggio (1914)
- The Lifted Veil (1914)
- A Fool and His Money, co-regia di Lois Weber – cortometraggio (1914)
- Shadowed (1914)
- Fighting Is No Business – cortometraggio (1914)
- The Ring (1914)
- It May Come to This
- Baldy Belmont Bumps
- A Father's Devotion
- Midnight Soaring
- Jones' Burglar Trap
- The Shadow of a Crime
- The Leper's Coat, co-regia di Lois Weber – cortometraggio (1914)
- Oh! You Puppy
- His Vacation (1914)
- A Grateful Outcast
- What Didn't Happen to Mary?
- Gee! But It's Great to Be Stung
- The Coward Hater, co-regia di Lois Weber – cortometraggio (1914)
- For a Woman
- Getting Reuben Back
- Baldy Belmont Picks a Peach
- A Sure Cure
- An Old Locket, co-regia di Lois Weber – cortometraggio (1914)
- Some Doings
- Harold's Burglar
- McSweeney's Masterpiece
- That Infernal Machine
- Arabella's Romance
- The Merchant of Venice, co-regia di Lois Weber (1914)
- How Mosha Came Back – cortometraggio (1914)
- Some Pull
- A Strange Bird
- Lizzie and the Iceman
- Bimberg's Love Affair
- Baldy Belmont Breaks Out
- Her Cousin Bill
- Kelly's Ghost
- Dazzle's Black Eye
- Baldy Belmont, Almost a Hero
- The Fat and Thin of It
- Without Pants
- Snookums' Last Racket
- The Spider and Her Web, co-regia di Lois Weber – cortometraggio (1914)
- Auntie's Romantic Adventures – cortometraggio (1914)
- One Happy Tramp – cortometraggio (1914)
- Going Some – cortometraggio (1914)
- The Lady Doctor
- Get Out and Get Under
- An Undesirable Suitor
- Lost, Strayed or Stolen (1914)
- Three Men and a Girl (1914)
- An Up-to-Date Cook
- How to Keep a Husband
- Si Puts One Over
- Charlie's Rival
- Almost a Bridegroom
- Spotted
- For the Love of Baldy
- An Episode, co-regia di Lois Weber – cortometraggio (1914)
- Charlie and a Dog
- Out on Business
- A Telephone Engagement
- The Career of Waterloo Peterson
- A Pair of Birds
- Their Picnic
- Charlie's New Suit
- Charlie's Waterloo
- The Mashers
- The Dancing Craze
- Their New Lodger
- Dead Broke
- A Change of Complexion
- The Stone in the Road
- Some Hero
- Easy Money (1914)
- A Midnight Supper (1914)
- Closed Gates, co-regia di Lois Weber (1914)
- His Lucky Day (1914)
- Foolish Lovers
- In Wrong
- Lost by a Hair, co-regia di Lois Weber – cortometraggio (1914)
- The Girl in Pants
- Her New Hat
- Nearly a Stepmother
- What Pearl's Pearls Did
- Vivian's Four Beaus
- Getting Vivian Married
- Their Parents' Kids
- Charlie's Toothache
- Behind the Veil, co-regia di Lois Weber (1914)
- Some Cop
- Willie's Disguise
- Some Crooks
- Vivian's Best Fellow
- Bashful Ben
- Barreled
- Curing a Lazy Wife
- Daisies, co-regia di Lois Weber (1914)
- Was He a Hero?
- The Bachelor's Housekeeper
- Helping Mother, co-regia di Lois Weber – cortometraggio (1914)
- A Joke on the Joker
- East Lynne in Bugville
- Charlie's Smoker
- Belmont Butts In
- Liferitis
- Some Collectors
- Oh! You Gypsy Girl
- Vivian's Transformation
- The Persistent Lovers
- They Didn't Know
- The Life Savers
- Oh! You Mummy
- Naughty Nellie
- Sammy's Vacation
- The Barber Shop Feud
- Charlie Woos Vivian
- Whose Baby? (1914)
- Vivian's Cookies
- The Glass Pistol
- Such a Mistake
- False Colors (1914)
- Vivian's Beauty Test
- The Fat Girl's Romance

#### 1915
- A Lady in Distress
- The Caprices of Kitty (1915)
- Sunshine Molly
- Captain Courtesy, co-regia di Lois Weber (1915)
- Betty in Search of a Thrill (1915)
- Scandal, co-regia di Lois Weber (1915)
- A Cigarette - That's All
- Jewel co-regia di, non accreditata, Lois Weber (1915)

#### 1916
- Hop - The Devil's Brew
- The Flirt, co-regia di Lois Weber (1916)
- The Dumb Girl of Portici, co-regia di Lois Weber (1916)
- The Dance of Love, co-regia di Lois Weber (1916)
- John Needham's Double, co-regia di Lois Weber (1916)
- Where Are My Children?
- The Eye of God, co-regia di Lois Weber (1916)
- Saving the Family Name, co-regia di Lois Weber (1916)
- Idle Wives, co-regia di Lois Weber (1916)
- Wanted: A Home, co-regia di Lois Weber (1916)
- The Celebrated Stielow Case, co-regia di Lois Weber (1916)
- The Children Shall Pay (1916)
- The Rock of Riches, co-regia di Lois Weber (1916)
- The Gilded Life, co-regia di Lois Weber (1916)

#### 1917
- Alone in the World, co-regia di Lois Weber (1917)
- The Boyhood He Forgot, co-regia di Lois Weber (1917)
- The Hand That Rocks the Cradle, co-regia di Lois Weber (1917)
- The Double Standard (1917)
- The Price of a Good Time, co-regia di Lois Weber (1917)

#### 1918
- The Doctor and the Woman co-regia Lois Weber (1918)
- Preferisco mio marito co-regia Lois Weber (1918)

#### 1919
- When a Girl Loves co-regia Lois Weber (1919)
- Forbidden co-regia Lois Weber (1919)

### Attore (parziale)
- The Gray of the Dawn, regia di Eugene Sanger – cortometraggio (1910)
- The Armorer's Daughter
- Where Sea and Shore Doth Meet
- A Heroine of '76
- The Heiress
- The Realization
- An Exception to the Rule
- The Monogram 'J.O.'
- From Death to Life
- The Twins
- On the Brink
- Fate
- The Vagabond
- The Derelict
- Lost Illusions
- A Breach of Faith
- Saints and Sinners
- The Return
- The Price
- The Martyr
- A Parting of the Ways
- Angels Unaware
- Fine Feathers
- The Bargain
- The Final Pardon
- Eyes That See Not
- Beauty and the Beast
- Fate's Warning
- The Price of Peace, regia di Lois Weber – cortometraggio (1912)
- The Flirt – cortometraggio (1912)
- The Power of Thought
- The Greater Love
- The Hidden Light
- The Troubadour's Triumph
- The Greater Christian
- An Old Fashioned Girl
- Faraway Fields
- Leaves in the Storm
- His Sister, regia di Lois Weber – cortometraggio (1913)
- Billy's Double Capture
- Two Thieves
- In the Blood
- Troubled Waters, regia di Lois Weber – cortometraggio (1913)
- An Empty Box
- The Picture of Dorian Gray
- The Peacemaker, regia di Lois Weber – cortometraggio (1913)
- Bobby's Baby
- Until Death
- A Book of Verses
- The Dragon's Breath
- The Rosary
- The Poverty of Riches
- The Cap of Destiny, regia di Phillips Smalley, Lois Weber – cortometraggio (1913)
- The Trifler
- The King Can Do No Wrong
- The Pretender
- Through Strife
- How Men Propose, regia di Lois Weber – cortometraggio (1913)
- The Fallen Angel
- Civilized and Savage
- The Heart of a Jewess
- Just in Time
- The Call
- The Light Woman
- Never Again
- Genesis 4:9
- His Brand, regia di Lois Weber – cortometraggio (1913)
- Shadows of Life
- Memories
- The Clue
- Two Thieves and a Cross, regia di Lois Weber – cortometraggio (1913)
- The Haunted Bride
- The Blood Brotherhood, regia di Phillips Smalley, Lois Weber – cortometraggio (1913)
- The Wife's Deceit, regia di Lois Weber – cortometraggio (1913)
- The Merchant of Venice, regia di Phillips Smalley e Lois Weber (1914)
- The Weaker Sister, regia di Lois Weber – cortometraggio (1914)
- A Modern Fairy Tale
- The Spider and Her Web, co-regia di Lois Weber – cortometraggio (1914)
- In the Days of His Youth
- The Baby's Doll
- On Suspicion, regia di Lois Weber – cortometraggio (1914)
- An Episode, regia di Phillips Smalley e Lois Weber – cortometraggio (1914)
- The Triumph of Mind, regia di Lois Weber – cortometraggio (1914)
- Avenged, regia di Lois Weber – cortometraggio (1914)
- The Stone in the Road
- Closed Gates, regia di Phillips Smalley e Lois Weber – cortometraggio (1914)
- The Pursuit of Hate, regia di Lois Weber – cortometraggio (1914)
- Lost by a Hair, regia di Phillips Smalley e Lois Weber – cortometraggio (1914)
- The Hand That Rocks the Cradle, regia di Phillips Smalley e Lois Weber (1917)
- Too Wise Wives, regia di Lois Weber (1921)
- La forza d'una menzogna (The Power of a Lie), regia di George Archainbaud (1922)
- Ladro d'amore (Cameo Kirby), regia di John Ford (1923)
- Temptation, regia di Edward LeSaint (1923)
- Venduta (For Sale), regia di George Archainbaud (1924)
- Stella Maris, regia di Charles Brabin (1925)
- Money Talks, regia di Archie Mayo (1926)
- There You Are!, regia di Edward Sedgwick (1926)
- Sensation Seekers, regia di Lois Weber (1927)
- The Irresistible Lover, regia di William Beaudine (1927)
- Mia moglie mi tradisce (Tea for Three), regia di Robert Z. Leonard (1927)
- The Border Patrol, regia di James P. Hogan (1928)
- Il bacio di Giuda (True Heaven), regia di James Tinling (1929)
- La leggenda di Liliom (Liliom), regia di Frank Borzage (1930)
- Up for Murder, regia di Monta Bell (1931]
- La dama e l'avventuriero (The Lady Who Dared), regia di William Beaudine (1931)
- La piccola amica (Daybreak), regia di Jacques Feyder (1931)
- Peccatori (Sinners in the Sun), regia di Alexander Hall (1932)
- The Face on the Barroom Floor, regia di Bertram Bracken (1932)
- L'amore è un'altra cosa (Cocktail Hour), regia di Victor Schertzinger (1933)
- Madame du Barry, regia di William Dieterle (1934)
- La vita notturna degli dei (Night Life of the Gods), regia di Lowell Sherman (1935)
- Dangerous Intrigue, regia di David Selman (1936)
- L'uomo senza volto (The Preview Murder Mystery), regia di Robert Florey (1936)
- Il medico di campagna (The Country Doctor), regia di Henry King (1936)

### Produttore
- False Colors, regia di Phillips Smalley (1914)
- It's No Laughing Matter
- Aurora Leigh (1915)
- Hypocrites, regia di Lois Weber (non accreditata) (1915)
- Sunshine Molly
- Jewel, regia di Phillips Smalley e (non accreditata) Lois Weber (1915)
- Where Are My Children?, regia di Phillips Smalley e Lois Weber (non accreditati) (1916)
- Shoes di Lois Weber (1916)
- Wanted: A Home, regia di Phillips Smalley e Lois Weber (1916)
- The Hand That Rocks the Cradle, regia di Phillips Smalley e Lois Weber (1917)
- The Price of a Good Time, regia di Phillips Smalley e Lois Weber (1917)
- Borrowed Clothes, regia di Lois Weber (1918)